# 라우라 세페다
라우라 세페다(Laura Cepeda, 1953년 6월 24일 ~ )는 스페인의 배우이다.

## 출연 작품
- 에벌리 (2014)
- 피카소: 명작스캔들 (2012)
- 25 캐럿 (2008)
- 페르마의 밀실 (2007)
- 더 넥스트 이스트 (2006)
- 살바도르 (2006)
- 바톤 루즈 (1988)
- 헤밍웨이 (1988)
- 나쁜 버릇 (1983)